# Politisk geografi
Politisk geografi er den del af samfundsgeografien som studerer jordens politiske inddeling, særligt med fokus på stater og grænser mellem stater. 

## Kendte politiske geografer
- John A. Agnew
- Simon Dalby
- Klaus Dodds
- Derek Gregory
- Richard Hartshorne
- Karl Haushofer
- Ron J. Johnston
- Cindi Katz
- Peter Kropotkin
- Yves Lacoste
- Halford Mackinder
- Doreen Massey
- Gearóid Ó Tuathail
- Joe Painter
- Friedrich Ratzel
- Ellen Churchill Semple
- Peter J. Taylor

| Geografi/geologi | Spire Denne artikel om geografi er en spire som bør udbygges. Du er velkommen til at hjælpe Wikipedia ved at udvide den. |